# Stora maskiner
Stora maskiner är en serie barnprogram som producerades för Sveriges Television och hade premiär 2006.
Programmet handlar om anläggningsmaskiner och andra stora fordon.
Första säsongen visar en traktor, en skördare, en grävmaskin, en dumper, en lyftkran, en väghyvel, en hjullastare, en asfaltutläggare, en vägvält och en gaffeltruck.
Andra säsongen visar en jättedumper, en brandbil, en containerkran, en flygplatstankbil, en bandtraktor, en balpress, en biltrailer, en sopbil och en jättegrävmaskin.